# Dzień bestii
Dzień bestii (hiszp. El día de la bestia) – hiszpańsko-włoski film komediowy z 1995 roku w reżyserii Álexa de la Iglesia, który był również współautorem scenariusza. Obraz zaliczany jest do gatunku 'komedii satanistycznej', która jest szczególną mieszanką historii opartej na urojeniach i wizji końca świata nadchodzącego wraz z końcem tysiąclecia. Zdjęcia kręcono w Madrycie. 
Film zdobył uznanie zarówno krytyki, jak i publiczności. Zapewnił Álexowi de la Iglesia miejsce wśród najbardziej rozpoznawalnych hiszpańskich twórców filmowych. Otrzymał sześć nagród tamtejszego przemysłu filmowego Goya, w tym za najlepszą reżyserię. 

## Fabuła

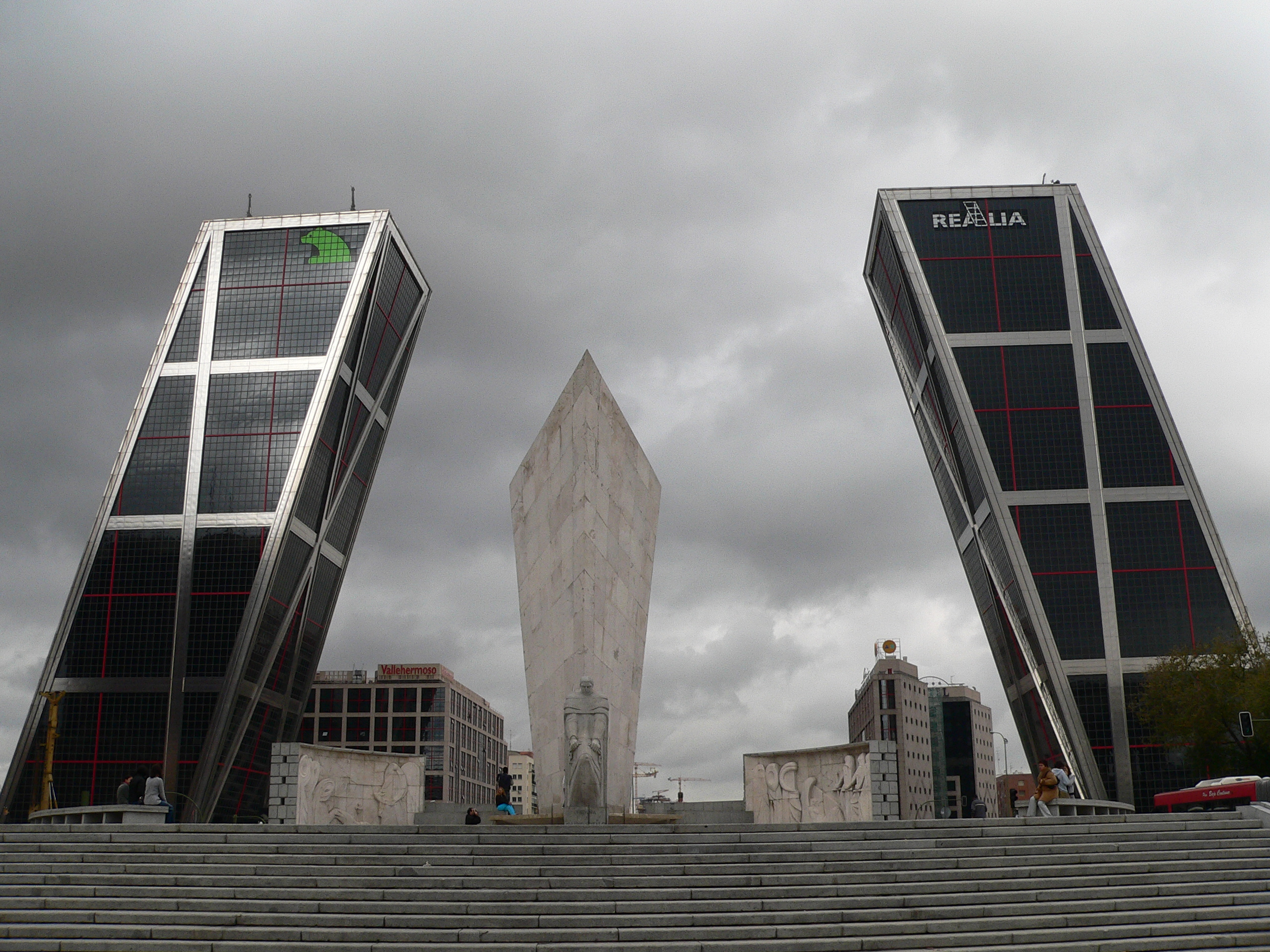
"Brama do Europy" (biurowiec "Puerta de Europa"), to miejsce w którym miał narodzić się Szatan.

Ángel Berriatúa, katolicki ksiądz z Kraju Basków, uważa, iż odnalazł w Apokalipsie Świętego Jana tajną wiadomość. Jego zdaniem wiadomość mówi o tym, iż  Antychryst narodzi się 25 grudnia 1995 roku w Madrycie, miejscu gdzie rozpoczęła się fala wandalizmu i przestępczości. Przekonany o tym, iż musi zapobiec narodzinom Szatana, ksiądz przekonuje wielbiciela death metalu i satanistę José Maríę, aby pomógł mu odnaleźć miejsce narodzin Szatana. 

## Obsada
- Álex Angulo – ksiądz
- Armando de Razza – Cavan
- Santiago Segura – José María
- Terele Pávez – Rosario
- Nathalie Seseña – Mina
- Maria Grazia Cucinotta – Susana
- Gianni Ippoliti – producent
- Antonio de la Torre

i inni

## Nagrody i wyróżnienia
- Goya dla najlepszego debiutującego aktora (Santiago Segura) 1995.
- Goya za reżyserię 1995.
- Goya za najlepszą interpretację artystyczną 1995.
- Goya za najlepszą charakteryzację 1995.
- Goya za najlepszą ścieżkę dźwiękową 1995.
- Goya za najlepsze efekty specjalne 1995.
- Nagroda główna Fantastic Arts w 1996.
- Nagroda CEC (Związku Twórców Kinematografii Hiszpańśkiej) dla najlepszego reżysera 1995
- Nagroda CEC (Związku Twórców Kinematografii Hiszpańśkiej) za najlepszy montaż 1995
- Nagroda Złoty Kruk na Międzynarodowy Festiwal Filmów Fantastycznych w Brukseli 1996.

## Nominacje
- Goya za scenariusz oryginalny 1995.
- Goya za najlepszą rolę męską 1995.
- Goya dla najlepszego filmu 1995.
- Goya za najlepsze zdjęcia 1995
- Goya za najlepsze kostiumy 1995..
- Goya za najlepszy montaż 1995.

## Muzyka
W filmie wykorzystano utwory takich zespołów jak Def Con Dos (utwór przewodni), Ministry, Headcrash, Extremoduro, Ktulu, Negu Gorriak, Eskorbuto, The Pleasure Fuckers, Pantera, Sugar Ray, Parálisis permanente, Siniestro Total i Silmaris.